# Термезский район

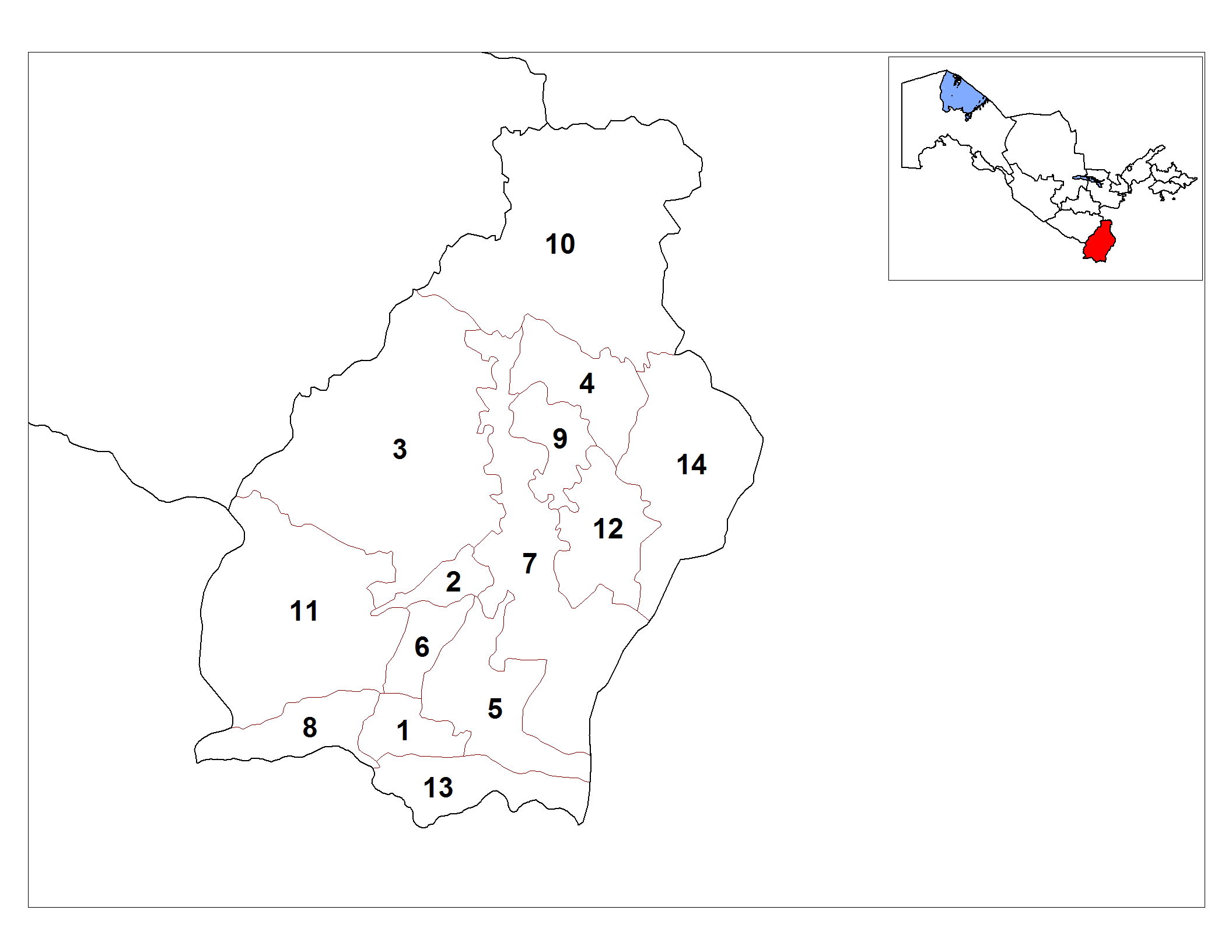
Карта Сурхандарьинской области. Термезский район обозначен номером 13.

Термезский район (туман) (узб. Termiz tumani / Термиз тумани) — административная единица в составе Сурхандарьинского вилоята (области) Узбекистана. Административный центр — городской посёлок Учкызыл.
Термезский район был образован в 1926 году. В 1938 году район вошёл в состав Сурхандарьинского округа Бухарской области. С 1941 года — в составе Сурхандарьинской области.

## География
Термезский район расположен в южной части Сурхандарьинской области. На крайнем северо-западе граничит с Музрабадским районом, на севере — с Ангорским и Джаркурганским районами Сурхандарьинской области, на юге через реку Амударья — с вилоятом Балх Исламской Республики Афганистан, на востоке — с Хатлонским вилоятом Республики Таджикистан.
Площадь района составляет 860 км². Термезский район является самой южной административно-территориальной единицей Узбекистана.

## Природа

### Климат
Климат территории Термезского района является субтропическим внутриконтинентальным, со знойным и жарким сухим летом при холодной зиме.
Среднегодовая температура составляет +21,0 °C; средняя температура января равна +2,8 °C, средняя температура июля — +31,4 °C. Абсолютный минимум температуры составил -21&°C, абсолютный температурный максимум — +48 °C.
В среднем на территории района выпадает 440-480 мм осадков за год (основная часть осадков — весной и осенью). Вегетационный период длится 225-266 дней.

### Почвы
Почвенный покров адыров образуют гипсовые серозёмы, лугово-серозёмные почвы и солончаки.

### Рельеф
Восточную и частично северную части Термезского района занимают горы Туйинтаг и Кайкитаг, которые является частью Гиссарского хребта.
В районе также находятся небольшие пустыни Кызырык и Хатынрабат, адыры и массивы Каракыр, Учкызыл, Каттакум и Эски Термез.
Высоты на территории района соответственно увеличиваются в направлении с юга на север и с запада на восток.
Район в среднем находится на высоте 320 метров над уровнем моря, прибрежные территории — в среднем на 280 метрах над уровнем моря. Территория района входит в сейсмическую зону.

### Гидрография
Южную часть Термезского района омывают воды реки Амударья, которая является 2-й по длине рекой Средней Азии (на первом месте — Сырдырья).
По территории района протекают несколько каналов, наиболее крупные среди которых Занг, Галаба и Амузанг. Построено Учкызыльское водохранилище.

### Флора и фауна
На территории района повсеместно распространены гребенщики, верблюжьи колючки, саксаулы, полыни и другие растения, которые имеют большое кормовое значение для разводимых здесь каракулевых овец.
В горной местности в дикорастущем виде встречаются лох, яблоня, арча, грецкий орех, фисташка, миндаль, шиповник, барбарис.
Вблизи берега Амударьи живут фазаны, азиатские кеклики, зайцы, дикобразы, евразийские волки, шакалы, бухарские лисицы, камышовые коты, манулы и другие различные виды млекопитающих, ящериц, змей (в том числе — среднеазиатская кобра) и птиц.
На территории района действует Сурхандарьинский заповедник. В водах Амударьи водятся жерех, сом, лещ, чехонь, толстолобик, аральский усач.

## Административно-территориальное деление
Административным центром района является городской посёлок Учкызыл с населением более 15 000 человек.
По состоянию на 1 января 2011 года, в состав района входили:
9 городских посёлков:
1. Ат-Термизий,
2. Ахунбабаев,
3. Кызылбай,
4. Лимончи,
5. Мустакиллик,
6. Намуна,
7. Паттакесар,
8. Таджрибакор,
9. Учкызыл.

5 сельских сходов граждан:
1. Паттакесар,
2. Пахтаабад,
3. Учкызыл,
4. Хатынрабат,
5. Янгиарык.

Главой администрации Термезского района является хоким. Здание администрации района находится в Учкызыле.

## Население
По данным на 1 января 2015 года, в районе проживало 97 183 человека. Основная часть населения проживает в сельской местности.
В 2004 году население района составляло 78 600 человек, а плотность населения — 91,4 человека на 1 км².
В национальном составе населения большинство составляют узбеки. В районе также проживают таджики, туркмены, татары, русские и другие.

## Хозяйство

### Сельское хозяйство
Орошаемый земельный фонд района в целом составляет 13 000 га. Из них 5400 га используется для выращивания хлопка.
В Термезском районе в основном развиты следующие отрасли сельского хозяйства: скотоводство, земледелие, садоводство, виноградарство. Есть небольшие лесные угодья.
На середину 2000-х годов здесь действовало 9 ширкатных (кооперативных) хозяйства, специализированных на животноводстве, зерноводстве и овощеводстве.
Общее количество фермерских хозяйств превышало 1855. Площадь посевов зерновых культур была равна 5100 га, овощей — 560 га, винограда — 242 га.
В частном и общественном владении имелось в общей сложности 24 600 голов крупного рогатого скота, 39 600 голов мелкого рогатого скота (овец и коз), 329 000 домашней птицы, более 225 лошадей в табунах.

### Промышленность
На территории Термезского района имеются небольшие месторождения нефти, известняка и сланцев. Здесь функционируют предприятия по переработке хлопка.
Имеются предприятия по производству кирпичей, строительных материалов, напитков, продуктов питания.
На середину 2000-х годов функционировали 4 совместных предприятия, 14 акционерных обществ, около 340 различных компаний и предприятий.

### Транспорт
По территории Термезского района проходит часть основной автомагистрали Сурхандарьинской области. Поддерживается автобусное сообщение по маршрутам Учкызыл — Термез и другим.
Также по территории района проходят железные дороги по маршрутам Ташкент — Термез и Термез — Мазари-Шариф (Афганистан) через мост «Хайратон» над Амударьей.
На территории района расположен аэропорт Термез-Восточный — один из двух аэропортов Термеза. Имеется Термезская речная флотилия — одна из немногих речных флотилий Узбекистана.

## Социальная сфера

### Образование
В 2003/2004 учебном году в Термезском районе функционировали 32 общеобразовательные школы, в которых получали образование 22 500 детей. По состоянию на 2004 год, имелось 2 профессиональных колледжа и 1 лицей.

### Культура и просвещение
В Термезском районе ведут работу дворец культуры, дома культуры, музыкальная школа, многочисленные клубы. Во всех населённых пунктах района имеются библиотеки.